# Сельское поселение Газопроводское
Сельское поселение Газопроводское — упразднённое в 2017 году муниципальное образование упразднённого Луховицкого муниципального района Московской области.
Административный центр — посёлок Газопроводск.

## География
Расположено в южной части Луховицкого района. На севере граничит с городским поселением Белоомут, сельскими поселениями Астаповским и Фруктовским, на западе — с сельским поселением Гололобовским, а на юго-западе — с сельским поселением Каринским Зарайского района, на юге и востоке — с Рыбновским районом Рязанской области. Площадь территории муниципального образования составляет 24 189 га.

## Население
| 2006  | 2007  | 2008  | 2009  | 2010  | 2011  |
| ----- | ----- | ----- | ----- | ----- | ----- |
| 5142  | ↗5250 | ↗5268 | ↗5286 | ↘5035 | ↘5027 |
| 2012  | 2013  | 2014  | 2015  | 2016  | 2017  |
| →5027 | ↘5011 | ↘4995 | ↘4963 | ↘4913 | ↘4872 |

## Населённые пункты
В состав сельского поселения входит 30 населённых пунктов:
| Название      | Тип     | Население (2006) | Почтовый индекс | ОКАТО          |
| ------------- | ------- | ---------------- | --------------- | -------------- |
| Алпатьево     | село    | 290              | 140550          | 46 230 804 001 |
| Астапово      | село    | 24               | 140533          | 46 230 846 002 |
| Барсуки       | деревня | 50               | 140533          | 46 230 843 002 |
| Волохово      | деревня | 2                | 140532          | 46 230 822 002 |
| Гавриловское  | село    | 74               | 140530          | 46 230 813 002 |
| Газопроводск  | посёлок | 1210             | 140530          | 46 230 813 001 |
| Ганькино      | деревня | 81               | 140550          | 46 230 804 002 |
| Городище      | деревня | 13               | 140532          | 46 230 822 003 |
| Григорьевское | село    | 698              | 140532          | 46 230 822 001 |
| Долгомостьево | село    | 52               | 140533          | 46 230 843 003 |
| Жеребятники   | деревня | 2                | 140517          | 46 230 828 002 |
| Калянинское   | деревня | 35               | 140532          | 46 230 822 004 |
| Кареево       | деревня | 80               | 140533          | 46 230 843 004 |
| Кончаково     | деревня | 34               | 140533          | 46 230 828 003 |
| Курово        | деревня | 122              | 140550          | 46 230 804 003 |
| Лучканцы      | деревня | 0                | 140531          | 46 230 822 005 |
| Марьина Гора  | деревня | 88               | 140533          | 46 230 846 004 |
| Матвеевка     | деревня | 20               | 140533          | 46 230 846 003 |
| Мухино        | деревня | 57               | 140530          | 46 230 813 003 |
| Нижне-Маслово | село    | 610              | 140533          | 46 230 843 001 |
| Новокошелево  | деревня | 78               | 140517          | 46 230 828 004 |
| Носово-1      | деревня | 44               | 140533          | 46 230 846 005 |
| Носово-2      | деревня | 67               | 140533          | 46 230 846 001 |
| Орешково      | посёлок | 34               | 140550          | 46 230 804 004 |
| Павловское    | деревня | 632              | 140517          | 46 230 828 001 |
| Протасово     | деревня | 3                | 140517          | 46 230 828 005 |
| Руднево       | деревня | 6                | 140517          | 46 230 828 007 |
| Старокошелево | деревня | 38               | 140517          | 46 230 828 006 |
| Тюнино        | деревня | 39               | 140532          | 46 230 822 006 |
| Фёдоровское   | деревня | 10               | 140530          | 46 230 813 004 |

## Власть
Глава муниципального образования «сельское поселение Газопроводское» Луховицкого муниципального района Московской области — Балахин Игорь Анатольевич.
Число депутатов в представительном органе сельского поселения Газопроводское определено в соответствии с законом Московской области от 30 марта 2005 г. № 96/2005-ОЗ «Об обеспечении реализации отдельных положений Федерального закона „Об общих принципах организации местного самоуправления в Российской Федерации“» и составляет 10 человек.
Председателем Совета депутатов сельского поселения является Горло Ольга Алексеевна.
«Устав сельского поселения Газопроводское Луховицкого муниципального района Московской области» принят решением Совета депутатов сельского поселения Газопроводское Луховицкого муниципального района № 8/1 от 8 июня 2006 года.

## История
Сельское поселение Газопроводское образовано в 2004 году.
В его состав вошли: из Гавриловского сельского округа — посёлок Газопроводск, село Гавриловское, деревни Мухино и Федоровское; из Алпатьевского сельского округа село Алпатьево, деревни Ганькино, Курово, Орешково и посёлок совхоза «Орешково»; из Григорьевского сельского округа — деревни Волохово, Городище, Калянинское, Лучканцы, Тюнино и село Григорьевское; из Кончаковского сельского округа — деревни Жеребятники, Кончаково, Новокошелево, Павловское, Протасово, Руднево, Старокошелево; из Нижнемасловского сельского округа — деревни Барсуки и Кареево, сёла Долгомостьево и Нижне-Маслово; из Носовского сельского округа — деревни Астапово, Марьина Гора, Матвеевка, Носово-1 и Носово-2.
В 2011 году, в соответствии с постановлением Губернатора Московской области от 22.03.2011 № 16-ПГ деревня Орешково и посёлок совхоза «Орешково» были объединены в единый сельский населённый пункт — деревню Орешково — с последующим её преобразованием в посёлок Орешково.

## Символика

### Флаг
Утверждён решением Совета депутатов муниципального образования «сельского поселения Газопроводское» Луховицкого района Московской области № 9/4 от 15 июня 2006 года, внесён в Государственный геральдический регистр Российской Федерации под № 2398.
Описание:
Флаг сельского поселения Газопроводское представляет собой зелёное полотнище с соотношением ширины к длине 2:3, несущее у свободного края жёлтую полосу с пятью зелеёными трилистниками, а посередине основной, зелёной части полотнища — окружённый жёлтыми колосьями белый круг с голубым пламенем.

### Герб
Утверждён решением Совета депутатов муниципального образования «сельского поселения Газопроводское» Луховицкого района Московской области от 15 июня 2006 года № 9/3, внесён в Государственный геральдический регистр Российской Федерации под № 2397.
Описание:
В зелёном поле над золотой оконечностью, обременённой пятью зелёными остроконечными трилистниками в ряд, серебряный безант, обременённый лазоревым пламенем и охваченный золотым хлебным венком.